# Marie Bignold
Hon. Marie May Bignold (geborene Thomas; * 14. September 1927 in Kiama, New South Wales; † 11. Oktober 2018 in Sydney, New South Wales) war eine australische Rechtsanwältin und Politikerin des Call To Australia (CTA), die zwischen 1984 und 1991 Mitglied im Parlament von New South Wales war. Bekannt wurde sie unter anderem durch eine Rede zu ihrer eigene Anti-Abtreibungs-Gesetzesinitiative, die sie zwischen dem 30. Oktober und 21. November 1986 im Legislativrat hielt.

## Leben
Marie May Thomas, Tochter des Solicitor Owen James Thomas und dessen Ehefrau Sylvia May Reid, absolvierte nach dem Schulbesuch ein Studium der Rechtswissenschaften an der Universität Sydney, welches sie 1949 mit einem Bachelor of Laws (LL.B.) beendete. Im Juni 1950 nahm sie als Solicitor selbst eine Tätigkeit als Rechtsanwältin auf. Nachdem sie Neal Bignold, der 1984 Richter am Land- und Umweltgericht (Land and Environment Court) von New South Wales wurde, geheiratet hatte, nahm sie den Familiennamen Bignold an und hatte aus dieser Ehe eine Tochter.
Am 5. November 1984 wurde Marie Bignold erstmals Mitglied im Parlament von New South Wales und gehörte diesem bis zum 1. Juli 1991 an. Sie wurde zum Mitglied des Legislativrates (NSW Legislative Council) gewählt, des Oberhauses des Parlaments, auf der Liste des Call To Australia (CTA) als Zweitplatzierte nach dem Vorsitzenden Fred Nile gewählt. Der CTA war eine überparteiliche Bürgerbewegung, deren Ziel es war, parlamentarische unabhängige Kandidaten zu unterstützen, die frei sind, über alle Themen nach ihrem Gewissen unter der Führung Gottes abzustimmen. Sie war die erste Rechtsanwältin, die in den Legislativrat gewählt wurde. Ihr vorrangiges Interesse im Parlament bestand darin, die jüdisch-christliche Ethik, auf der alle Gesetze ursprünglich basierten, aufrechtzuerhalten oder in Gesetze umzusetzen, die während ihrer Parlamentszugehörigkeit dem Oberhaus vorgelegt wurden. Bekannt wurde sie unter anderem dadurch, dass sie am 30. Oktober 1986 im Legislativrat eine Rede zu ihrer eigenen Anti-Abtreibungs-Gesetzesinitiative begann und diese Rede am 21. November 1986 beendete. Der Antrag wurde dann von der Legislativversammlung (NSW Legislative Assembly), dem Unterhaus des Parlaments, über zwei Jahre debattiert und erhielt schließlich am 2. Juni 1988 um 22:20 Uhr die Zustimmung der Legislativversammlung.
Sie wurde im November 1988 nach einer Meinungsverschiedenheit mit Nile über die Politik der Arbeitsbeziehungen aus der Partei Call to Australia ausgeschlossen. Danach hatte sie ihren Sitz als unabhängiges Mitglied bis zum 1. Juli 1991 inne, als sie eines von drei amtierenden Mitgliedern war, deren Sitze durch ein von der Regierung gefördertes Verfassungsänderungsgesetz (Constitutional Amendment Bill) abgeschafft wurden, das bei einem Referendum in Verbindung mit den Parlamentswahlen am 25. Mai 1991 die Zustimmung der Mehrheit erhielt. Ihre Anfechtung der Gültigkeit dieses Gesetzentwurfs war vor Gericht erfolglos. Danach strebte sie keine Wiederwahl in den Legislativrat an. Nachdem durch den Rücktritt von Tim Moore von der Liberal Party wegen Ermittlungen der Independent Commission Against Corruption (ICAC) im Zuge der sogenannten „Terry Metherell-Affäre“ am 22. August 1992 eine Nachwahl (By-election) im Wahlkreis Gordon notwendig wurde, kandidierte sie als Parteilose für ihr Marie Bignold Team für den freigewordenen Sitz in der Legislativversammlung. Sie belegte mit 1.844 Stimmen (6,42 Prozent) jedoch nur den vierten Platz unter fünf Kandidaten und verpasste somit den Wiedereinzug ins Parlament. Sie war Mitglied der Former Members of NSW Parliament Association, der Vereinigung ehemaliger Parlamentsmitglieder von New South Wales.